# گورستان قدمگاه
گورستان قدمگاه مربوط به سدهٔ ۹ و ۱۰ ه.ق است و در شهرستان آذرشهر، بخش مرکزی، روستای بادامیار واقع شده و این اثر در تاریخ ۱ فروردین ۱۳۴۷ با شمارهٔ ثبت ۷۸۰ به‌عنوان یکی از آثار ملی ایران به ثبت رسیده است.
این گورستان ۱۵ کیلومتری جنوب آذرشهر جای گرفته است. به خاک سپرده‌شدگان آن، بیشتر شیوخ دوره صفوی هستند. باشندگان محلی آن را دیک قبرستان می‌نامند. بر روی یکی از سنگ گورهای این گورستان تاریخ ۸۰۹ و ۹۰۱ هجری قمری خوانده می‌شود.

## نگارخانه

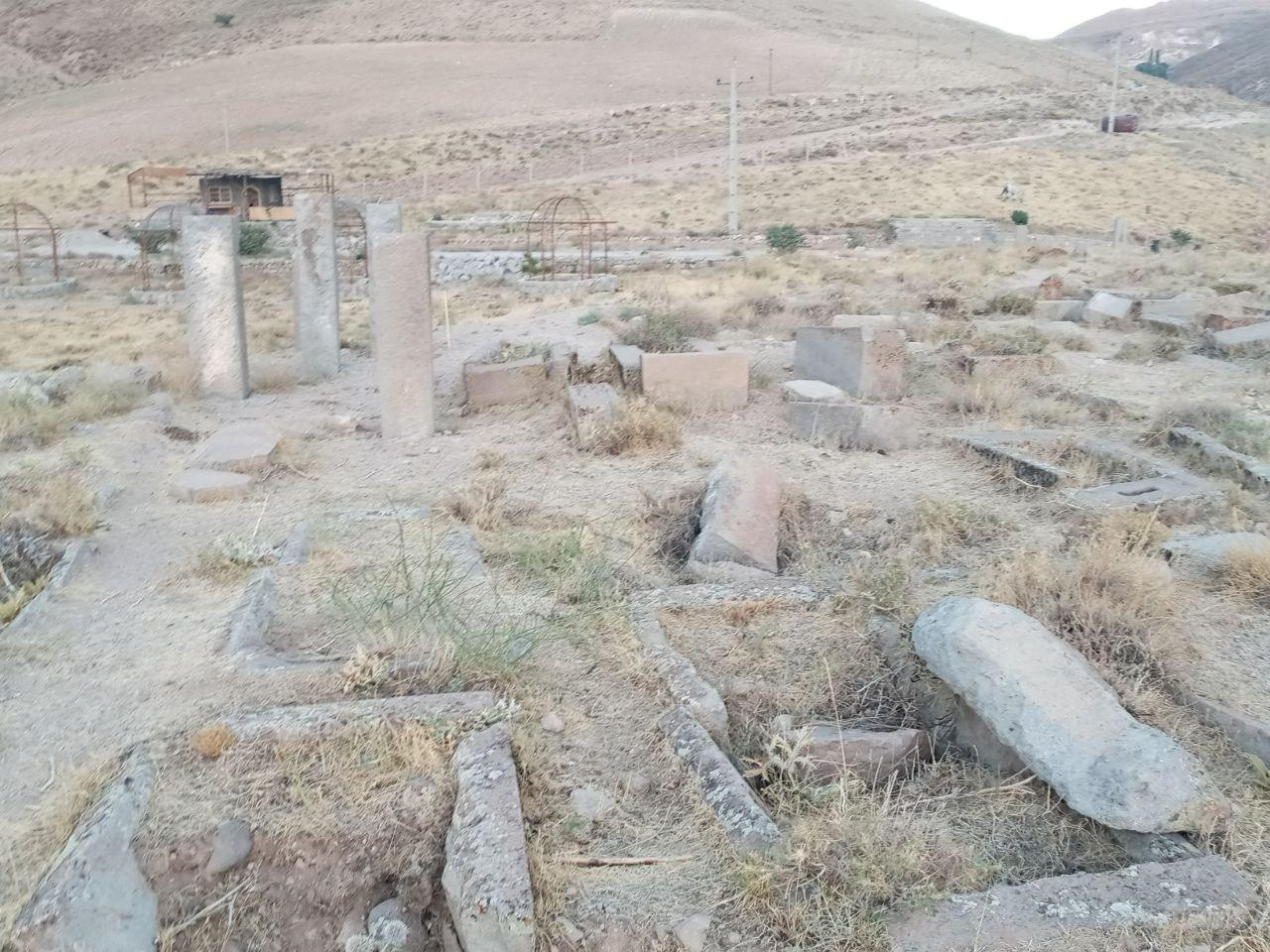
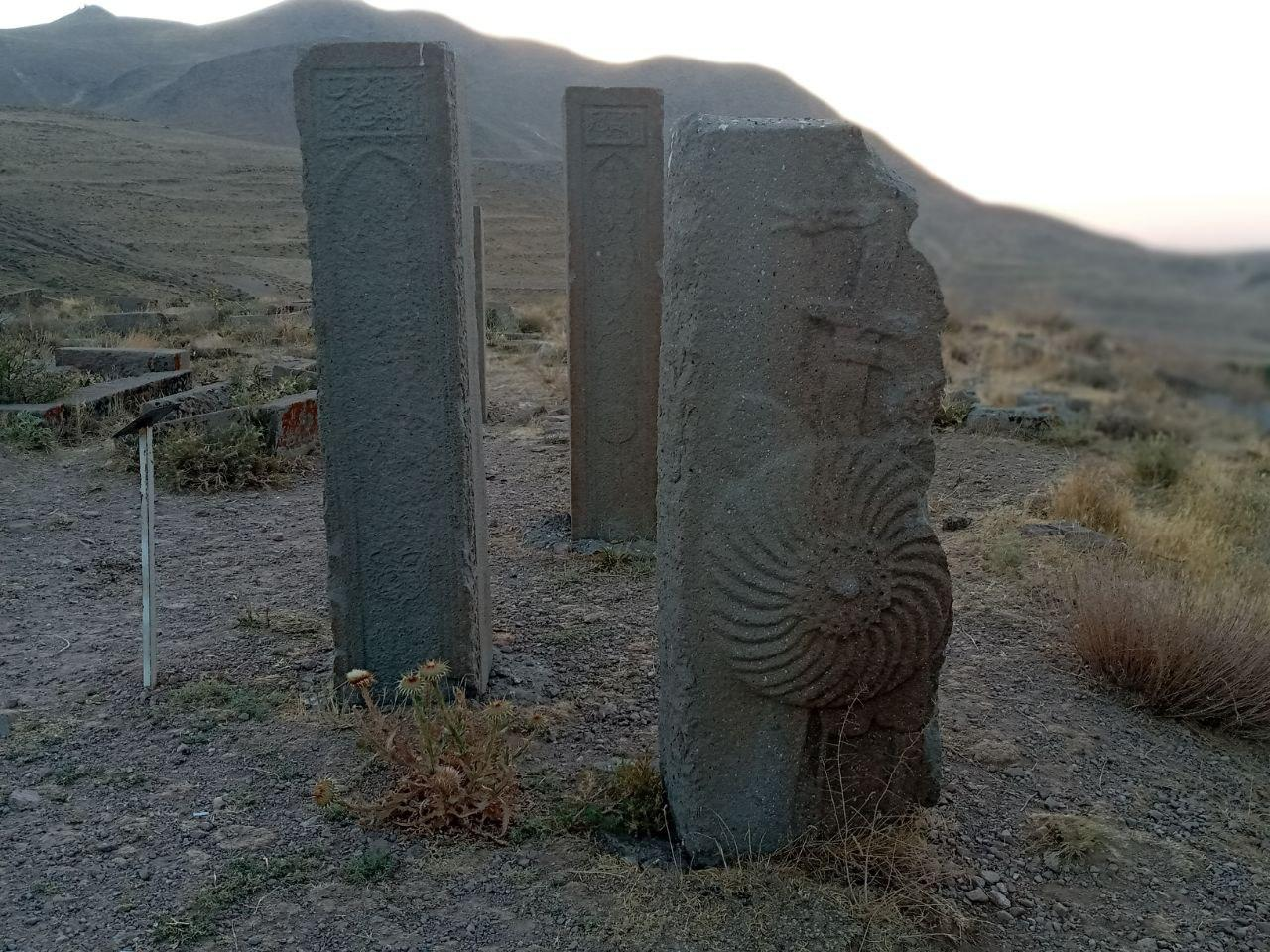
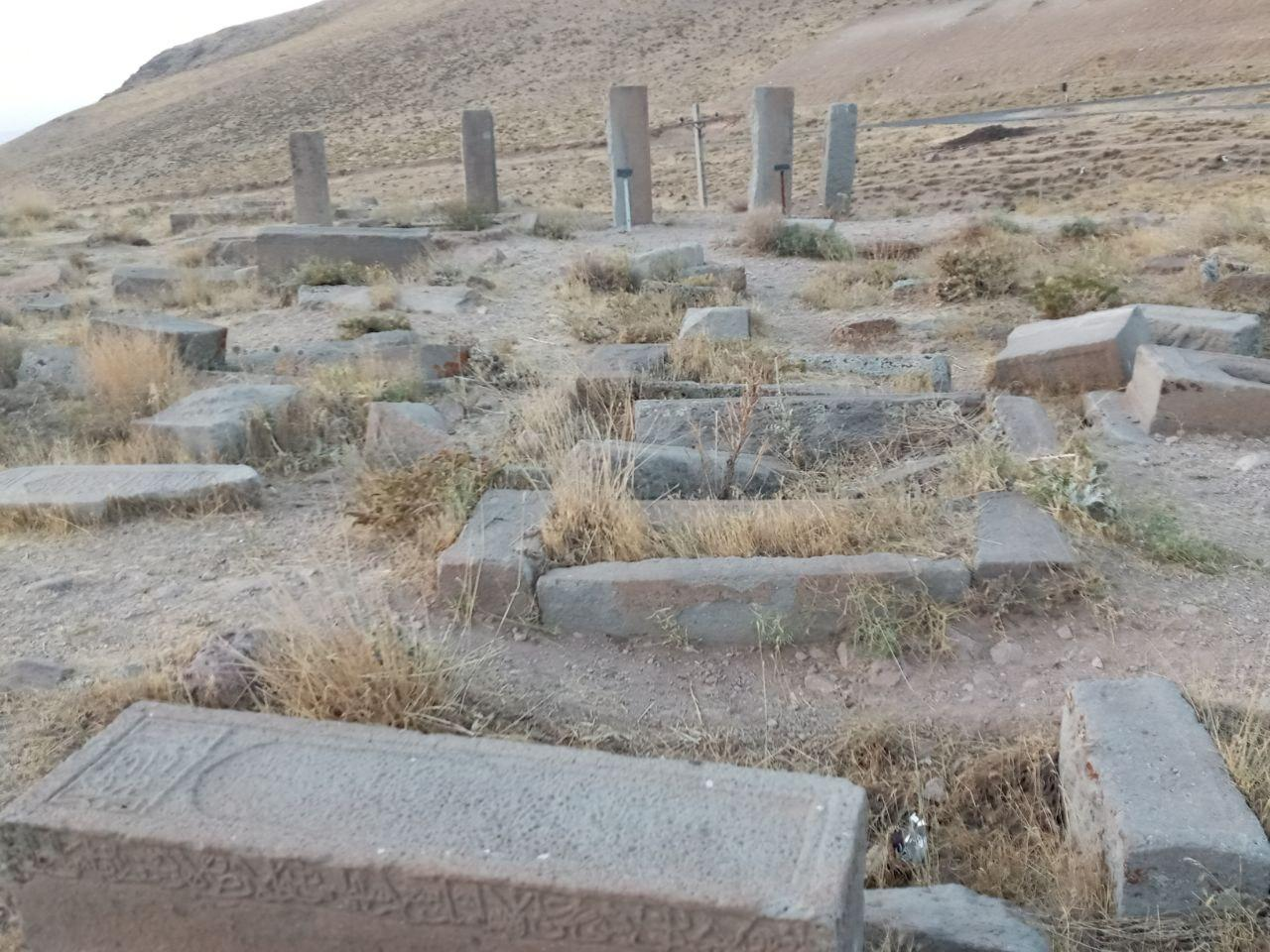